# 飆風雷哥
是一部美國動作冒險動畫電影，由《神鬼奇航》系列的導演高爾·維賓斯基（Gore Verbinski）執導，派拉蒙影業出品發行。配音陣容有強尼·戴普、艾拉·費雪、艾碧·貝絲琳、比·乃爾等眾多演員。
本片是由好萊塢知名的特效製作團隊公司工業光魔製作，成立35年以來首度獨立製作動畫長片。2011年3月4日全球同步上映。 這部電影獲得了第39届安妮奖、第65届英國電影學院獎以及第84屆奧斯卡金像獎最佳動畫长片奖。

## 劇情
兰戈是隻生活在玻璃缸的寵物變色龍。他一直認為自己是英雄。有一天，一个意外导致他从他主人的车逃了出来。他遇见了一个名叫路仔的九带犰狳，他正在寻找传说中的“牛仔魂”。兰戈完全没有理解他的意思，盲目地穿越在莫哈韦沙漠中，差点被一只紅尾鵟吃掉。逃过一劫的他又见到了一个沙漠鬣蜥豆豆。她随后把他带到“黄沙镇”，居民都是居住在沙漠的动物。
兰戈来到一家酒吧，里面的顾客目不转睛地看着他走进来。兰戈就在此地给他自己取名。他开始在酒吧里说大话，而后惹毛了狠比尔，一名闯进酒吧的歹徒。狠比尔给了兰戈一把左轮手枪，想要跟他决一胜负，但后来又被站在兰戈身后的紅尾鵟给吓跑了。兰戈转身一看，目瞪口呆的他拔起腿立刻跑，却不小心杀死了他。居民们被佩服得五体投地，这事传到了一个年老的乌龟的耳边，也就是那里的镇长。村长封兰戈为保安官，以保护镇上的安宁。但事还未完，村民擔心作為蛇類天敵的紅尾鵟死了，枪手响尾蛇杰哥会回到这个镇上。
兰戈之后才发现镇里的水已经不多了。他瞪着储存着水源的大水瓶，跟大家说情况会改变的。半信半疑的豆豆要求他调查水源的位置。在夜晚，由一名名叫巴特萨德的土拨鼠带领的三名银行强盗出现在兰戈的眼前。兰戈却把他们误会成勘探者，还将银行的位置告诉了他们。居民们隔天一早就发现水已经被偷了，兰戈而后组织了一个武装部队，以寻找幕后黑手。他们在沙漠里找到了银行老板梅里马克先生的尸体，他们认为是那三名强盗为了消除证人而杀害他的。周围的脚印吸引了兰戈的注意力，奇怪的是那些脚印摸起来还挺潮湿的。武装部队找到了强盗的藏身之处，巴特萨召唤了一大群土拨鼠和蝙蝠攻击他们。之后，其中一名强盗声名他们偷走的水瓶是空的，兰戈一伙则把他们带回镇里以进行审判。
兰戈去见了见镇长，意外发现一双鞋底沾满潮湿泥土的靴子。他而后得知镇长买下了山谷里的地，打算用它来建一座賭城，象征文明时代已降临。但这却让兰戈怀疑镇长。镇长召唤了枪手杰哥，杰哥逼兰戈承认他所说的谎话。悲痛欲绝的兰格丢掉他的徽章，离开了荒无人烟的沙漠。在月光的照射下，他穿越繁忙的马路，最终昏迷倒下。兰戈醒来后看见了牛仔魂，他的一句话启发了兰戈的内心：没有人可以逃避自己的故事。
在路仔的帮助下，兰戈得知供水系统已被一个通往水管的阀门给控制了。他也从附近的脚印得知只是镇长干的好事，他的目的是为了要引发干旱以购买那块地。恢复信心的兰戈拾起那之前丢掉的徽章，再次回到镇上，打算与响尾蛇杰哥决一死战。此时沙漠中一株株的丝兰则受转移的影响而打开那阀门的开关，导致镇上出现大量洪水。不仅如此，兰戈还召唤了巴特萨的部落用大量蝙蝠假扮一隻紅尾鵟，天敵的出現令杰哥連忙躲避，但很快他發現原來只是一群蝙蝠假扮，杰哥乱枪扫射，三三两两地将他们射下来。兰戈拿着枪指着杰哥，此时的杰哥才發現自己已经耗盡子弹。就在这快要胜利的一瞬间，镇长脅持豆豆逼迫他投降。他把他们两个关进银行的保险库里，乐在其中的镇长打算用兰戈的枪结束掉杰哥的性命，却发现没有子弹。原来兰戈已经把那颗子弹取出来了，他趁机用子弹打破保险库的玻璃，将所有在银行里的人给冲出来。杰哥放过了镇上的居民们，表示对兰戈的谢意和尊敬，并抓走了镇长，将他拖進沙漠中。

## 配音員
| 配音               | 配音   | 角色                             |
| 美國               | 台灣   | 角色                             |
| ------------------ | ------ | -------------------------------- |
| 強尼·戴普          | 李景唐 | 雷哥（Rango），變色龍            |
| 艾拉·費雪          | 張榕容 | 荳荳（Beans），沙漠鬣蜥          |
| 艾碧·貝絲琳        | 謝佼娟 | 普絲莉（Priscilla），老鼠        |
| 內德·碧迪          | 孫中台 | 鎮長（Tortoise John），烏龜      |
| 阿尔弗雷德·莫里纳  | 康殿宏 | 路仔（Roadkill），九帶犰狳       |
| 比爾·耐吉          | 陳幼文 | 傑哥（Rattlesnake Jake），響尾蛇 |
| 哈里·迪恩·斯坦頓   | 陳旭昇 | 巴特薩（Balthazar），土撥鼠      |
| 雷·溫斯頓          |        | 狠比爾（Bad Bill），希拉毒蜥     |
| 蒂莫西·奥利芬特    | 胡立成 | 牛仔魂（The Spirit of the West） |
| 史蒂芬·魯特        |        | 醫生（Doc），兔子                |
| 史蒂芬·魯特        | 徐健春 | 梅里馬克（Mr. Merrimack），松鼠  |
| 馬雷·弗拉納甘      |        | 幸運（Lucky）                    |
| 艾拉娜·烏巴赫      |        | （Boo Cletus），浣熊             |
| 伊恩·阿伯克朗比    | 劉傑   | 安布洛（Ambrose），穴鴞          |
| 吉爾·伯明漢        |        | 傷殘鳥（Wounded Bird），烏鴉     |
| 詹姆士·瓦德·百里克 |        | 鬆餅（Waffles），角蜥            |
| 克勞蒂亞·布雷克    |        | 安潔莉（Angélique），赤狐        |
| 布莱克·克拉克      |        | （Buford），科羅拉多河蟾蜍       |
| 小約翰·克南        | 孫德成 | （Elgin）                        |
| 派翠卡·逹伯        |        | （Delilah）                      |
| 喬治·德赫爾尤      | 符爽   | （Señor Flan）                   |
| 查理斯·弗雷希爾    |        | （Elbows）                       |
| 貝絲·格蘭特        |        | （Bonnie）                       |
| 萊恩·赫斯特        |        | （Jedidiah），土撥鼠             |
| 文森特·卡塞瑟      | 劉傑   | （Ezekiel），土撥鼠              |
| 喬瑟夫·努茲        | 佟紹宗 | 石眼（Rock-Eye），大足短頭蛙     |
| 克里斯·帕森        |        | （Hazel Moats）                  |
| 克里斯·帕森        |        | （Kinski）                       |
| 克里斯·帕森        |        | （Stump）                        |
| 克里斯·帕森        |        | （Clinker）                      |
| 克里斯·帕森        |        | （Lenny）                        |
| 克里斯·帕森        |        | （Boseefus）                     |
| 克里斯·帕森        |        | （Dirt Kid）                     |
| 劉·天普            |        | （Furgus）                       |
| 高爾·韋賓斯基      |        | （Sergeant Turley），红头美洲鹫  |
| 金·懷特利          |        | （Melonee）                      |
| 艾利克斯·曼努甘    |        | 鼠本（Spoons），老鼠             |

## 發行
《飆風雷哥》首支宣傳預告於2010年6月9日公開，發佈在電影官方網站上。此公開影片，僅可看見一隻黃色的塑膠魚從公路上緩慢地漂浮過去，無透露什麼內容。直到6月28日，首張先行版海報才公布雷哥完整樣貌。先行版預告片也在隔日公開，7月1日於《最後的氣宗》放映前預告，也分別在《神偷奶爸》及《麥克邁：超能壞蛋》動畫放映前播放預告片。完整戲院預告預計在12月14日公開。

## 反響

### 專業評價
爛番茄新鮮度87%，基於214條評論，平均分為7.6/10，而在Metacritic上得到75分，IMDB上得7.2分，大獲好評。

### 票房
| 上一届： 《放風通行證》 | 2011年美國週末票房冠軍 3月6日 | 下一届： 《世界異戰》 |

## 原聲帶
導演高爾·維賓斯基與《神鬼奇航》系列電影配樂漢斯·季默再度合作擔任本片的配樂。漢斯·季默表示「我們以替《神鬼奇航》系列電影的方式替《飆風雷哥》編寫配樂，只是這部電影的音樂的比重要比《神鬼奇航》系列電影更多。每個細節都要發揮到極致，我也要運用最大的想像力營造出全片大膽又好玩的氣氛。」漢斯·季默企圖運用義大利行進樂隊的音樂，同時融入美國民謠和沙漠的氛圍，以呈現電影一種超現實和荒謬感，同時也很自然。因此，漢斯·季默特別運用斑鳩琴和用威士忌酒瓶做的手工吉他。運用了各種不同風格的音樂母題，反映各種段落的情緒起伏。
曲目
1. Welcome Amigo (Rick Garcia)
2. Rango Suite
3. Certain Demise
4. Medley - It's A Metaphor/Forkboy
5. Welcome To Dirt
6. Name's Rango
7. Lizard For Lunch (Jose Hernandez, Anthony Zuniga & Robert Lopez)
8. Stuck In Guacamole
9. Underground
10. We Ride, Really!
11. Rango And Beans
12. Medley - Bats / Rango Theme / Ride Of The Valkyries / An Der Schonen Blauen Donau, OP.314
13. The Bank's Been Robbed (Rick Garcia)
14. Rango Returns
15. La Muerte A Llegado (Rick Garcia & George Del Hoyo)
16. It's A Miracle!
17. El Canelo (Los Lobos)
18. The Sunset Shot
19. Walk Don't Rango (Los Lobos Featuring Arturo Sandoval)
20. Rango Theme Song (Los Lobos)

## 奖项
| 頒獎典禮             | 獎項       | 名字     | 結果 |
| -------------------- | ---------- | -------- | ---- |
| 第84屆奧斯卡金像獎   | 最佳動畫片 | 飆風雷哥 | 獲獎 |
| 第65届英國電影學院獎 | 最佳動畫片 | 飆風雷哥 | 獲獎 |
| 第39届安妮獎         | 最佳動畫片 | 飆風雷哥 | 獲獎 |

## 外部連結
- 官方网站（英文）
- 官方网站（中文）
- 互联网电影数据库（IMDb）上《飆風雷哥》的资料（英文）
- 大卡通資料庫上《飆風雷哥》的資料（英文）

- 时光网上《飆風雷哥》的資料（简体中文）
- 豆瓣电影上《飆風雷哥》的資料 （简体中文）